# Partido Comunista de Israel
O Partido Comunista de Israel (em hebraico: המפלגה הקומוניסטית הישראלית; romaniz.: HaMiflega HaKomunistit HaYisraelit) é um partido político de Israel. O partido foi fundado em 1965, como uma cisão da ala pró-palestiniana, defensora dos direitos dos Árabes Israelitas e alinhada com a URSS, do antigo Partido Comunista de Israel de 1919.
Inicialmente o partido adoptou o nome de Nova Lista Comunista (em hebraico: רשימה קומוניסטית חדשה ou Reshima Komunistit Hadasha), enquanto a ala defensora do Estado de Israel, das guerras contra os países árabes e crítica do antissionismo da URSS, manteve-se no antigo Partido Comunista de Israel.
Tal partido tornaria-se a referência da extrema-esquerda de Israel, elegendo constantemente deputados para o Knesset. Em 1977, o partido viria a juntar-se com outros partidos socialistas e da minoria árabe, para criar Hadash.
Em 1989, o partido adoptou o nome de Partido Comunista de Israel, após o antigo partido ter sido dissolvido em 1981, e, assim, reforçando o papel de único partido comunista em Israel.

## Nomes dos partidos
- Nova Lista Comunista (1965–1989)
- Partido Comunista de Israel (1989–presente)

## Resultados eleitorais
| Data | Votos  | %         | +/-    | Deputados | +/-     | Status            |
| ---- | ------ | --------- | ------ | --------- | ------- | ----------------- |
| 1965 | 27 413 | 2,3 (8.º) |        | 3 / 120   |         | Oposição          |
| 1969 | 38 827 | 2,8 (7.º) | 0,5    | 3 / 120   | Estável | Oposição          |
| 1973 | 53 353 | 3,4 (6.º) | 0,6    | 4 / 120   | 1       | Oposição          |
| 1977 | Hadash | Hadash    | Hadash | Hadash    | Hadash  | Oposição          |
| 1981 | Hadash | Hadash    | Hadash | Hadash    | Hadash  | Oposição          |
| 1984 | Hadash | Hadash    | Hadash | Hadash    | Hadash  | Oposição          |
| 1988 | Hadash | Hadash    | Hadash | Hadash    | Hadash  | Oposição          |
| 1992 | Hadash | Hadash    | Hadash | Hadash    | Hadash  | Apoio parlamentar |
| 1996 | Hadash | Hadash    | Hadash | Hadash    | Hadash  | Oposição          |
| 1999 | Hadash | Hadash    | Hadash | Hadash    | Hadash  | Oposição          |
| 2003 | Hadash | Hadash    | Hadash | Hadash    | Hadash  | Oposição          |
| 2006 | Hadash | Hadash    | Hadash | Hadash    | Hadash  | Oposição          |
| 2009 | Hadash | Hadash    | Hadash | Hadash    | Hadash  | Oposição          |
| 2013 | Hadash | Hadash    | Hadash | Hadash    | Hadash  | Oposição          |
| 2015 | Hadash | Hadash    | Hadash | Hadash    | Hadash  | Oposição          |

## Galeria
- Logo do partido em 1965
- Membros em 1969